# Rok Stipčević
Rok Stipčević, né le 20 mai 1986 à Maribor, dans la république socialiste de Slovénie, est un joueur croate de basket-ball. Il évolue au poste de meneur.